# 馬從龍 (萬曆山東進士)
馬從龍（？—？），字君昇，號見素，山東青州府安丘縣人，明朝政治人物。

## 生平
中丞马文炜季子。萬曆十三年（1585年）乙酉科山東鄉試舉人，二十年（1592年），登壬辰科第三甲第二百名進士。吏部觀政，知洪洞县，有异政。萬曆二十三年（1595年）調官山西高平縣知縣，任內修建城池。邑出紬，終任未尝取以爲服。二十六年行取考选，原擬南科給事中，丁憂歸。服闋，三十七年七月擢工科给事中，三十九年巡视十庫，四十年八月升刑科右，疏告多鲠直不阿，以母老請終養歸。四十七年升通政使司右通政，患病。天啓六年起尚寶司卿，崇祯元年升南大理寺右寺丞，卒。

## 家族
曾祖馬驥，生员。祖父馬惠，贈中宪大夫。父馬文煒，壬戌進士，江西巡抚。兄馬應龍，同科進士。